# ألفريدو كالديرون
ألفريدو كالديرون (بالإسبانية: Alfredo Calderón)‏ هو لاعب كرة قدم تشيلي، ولد في 24 فبراير 1986 في ليماش في تشيلي. لعب مع نادي كوكيمبو أونيدو.